# Clypeolella camelliae
Clypeolella camelliae är en svampart som först beskrevs av Syd., P. Syd. & E.J. Butler, och fick sitt nu gällande namn av Clifford George Hansford 1954. Clypeolella camelliae ingår i släktet Clypeolella och familjen Englerulaceae.   Inga underarter finns listade i Catalogue of Life.